# Liste Hans-Peter Martin

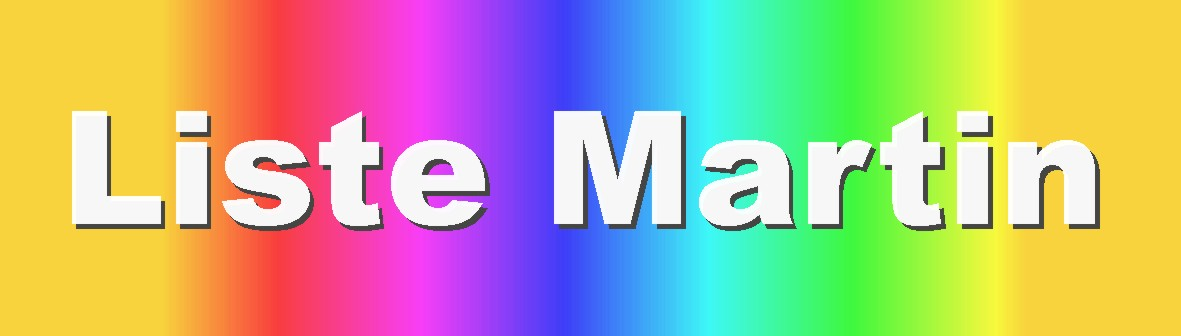
Le logo du parti

La Liste Hans-Peter Martin – Pour un véritable contrôle à Bruxelles (allemand : Liste Dr. Hans-Peter Martin – Für echte Kontrolle in Brüssel) était un parti politique autrichien qui se revendiquait comme « anti-corruption », « pro-transparence » et eurosceptique, laissant ainsi entendre que les autres partis n'ont pas cet objectif. 
Il est mené par l'homme politique et polémiste Hans-Peter Martin, ancien proche du Parti social-démocrate d'Autriche (SPÖ).

## Histoire
Lors des élections européennes de 2004, la liste HPM se classe troisième avec 14 % des suffrages et remporte deux sièges. Sont élus Hans-Peter Martin lui-même et Karin Resetarits. Cette dernière se brouille finalement avec Hans-Peter Martin, et il se retrouve donc seul à siéger pour sa liste.
En 2008, il rencontre le syndicaliste chrétien-social Fritz Dinkhauser, qui monte sa propre liste, pour discuter d'une éventuelle participation, mais le projet avorte. La liste europhobe RETTÖ - sauvons l'Autriche de Karl Walter Nowak ne l'accueille pas non plus, et HPM renonce à se présenter.
Début 2009, à l'approche des Européennes, le quotidien de centre gauche Der Standard fait état de discussions entre HPM et Declan Ganley, le fondateur de Libertas. Le 5 mars, il annonce néanmoins qu'il ne se présentera qu'indépendamment de tout parti politique, y compris de Libertas.
Le 27 avril, Hans-Peter Martin annonce officiellement être candidat sous ses propres couleurs. Son objectif était de conserver la troisième place acquise en 2004.
Après une campagne marquée par le soutien franc du quotidien Kronenzeitung, il améliore même son score de 2004, passant de 14 à 17,9 % des voix avec près de cinq points d'avance sur le FPÖ et obtient cette fois trois députés.
En 2014, il annonce que sa liste ne se présentera pas aux élections européennes de 2014; le parti est dissous.

## Élections européennes
| Année | %    | Mandats | Rang | Groupe |
| ----- | ---- | ------- | ---- | ------ |
| 2004  | 14,0 | 2 / 18  | 3e   | NI     |
| 2009  | 17,7 | 3 / 17  | 3e   | NI     |